# 여포 (세포)
여포(濾胞, follicle)는 여포액 등의 물질이 있는 여포강을 포함한 공 모양 또는 주머니 모양의 세포 조직이다. 주로 난소의 여포를 가리키는 경우가 많으며, 이를 난소 여포(卵巢 濾胞) 또는 난포(卵胞)라고도 한다. 여포는 인간과 포유류의 머리카락 등을 자라게 하는 모낭으로 잘 알려져 있지만, 환형동물의 털 또한 여포가 자라게 한다.